# Wazoo
Wazoo dvostruki je uživo CD američkog glazbenika Franka Zappe, koji postumno izlazi u listopadu 2007.g. Ovaj dvostruki set sastoji se od koncerata "The Mothers of Invention/Hot Rats/Grand Wazoo" održanog 24. rujna 1972. u Bostonu. To je bio zadnji koncert od kratkih nastupa koje je obilježio Zappa kada se vratio na scenu poslije njegovog prisilnog odlaska u mirovinu u koju je otišao radi povrede na sceni u nesreći iz prosinca 1971. Ovaj materijal sa Zappinim nastupima sadrži se od jazz glazbe i mnogih skladbi koje su napravljene 1972. za studijske albume The Grand Wazoo i Waka/Jawaka. Album na kojem su izašli probnim zapisima za koncert bio je Joe's Domage (2004.), kao i Imaginary Diseases (2006.) koji prezentira uživo snimke sa sastavom "Petite Wazoo."
Wazoo je treći album kojeg izdaje "The Vaulternative Records" koji je postumno posvećen Zappi i njegovim koncertima (prije su izašli FZ:OZ i Buffalo).

## Popis pjesama

### Disk 1
1. Intro Intros – 3:19 (2007)
2. The Grand Wazoo (Think It Over) – 17:21
3. Approximate – 13:35
4. Big Swifty – 11:49

### Disk 2
1. "Ulterior Motive" – 3:19 (2007)
2. The Adventures of Greggery Peccary – 32:37
  1. Movement I – 4:50
  2. Movement II – 9:07
  3. Movement III – 12:33
  4. Movement IV – The New Brown Clouds - 6:07
3. Penis Dimension – 3:35
4. Varient I Processional March – 3:28 (2007)

## Izvođači
The Mothers of Invention / Hot Rats / Grand Wazoo:
- Frank Zappa - gitara, dirigent
- Tony Duran - gitara (slajd)
- Ian Underwood - piano, sintisajzer
- Dave Parlato - bas-gitara
- Jerry Kessler - električno čelo
- Jim Gordon - bubnjevi
- Mike Altshul - pikolo, bas klarinet, ostali puhači
- Jay Migliori - flauta, tenor saksofon, ostali puhači
- Earl Dulmer - oboa, kontrabas, ostali puhači
- Ray Reed - klarinet, tenor saksofon, ostali puhači
- Charles Owens - sopran saksofon, alt saksofon, ostali puhači
- Joann McNab - basoon
- Malcolm McNab - truba iz D
- Sal Marquez - truba iz Bb
- Tom Malone - truba iz Bb, tuba
- Glen Ferris - trombon
- Kenny Shroyer - trombon,  bariton rog
- Bruce Fowler - trombon
- Tom Raney - vibrafon, električne udaraljke
- Ruth Underwood - marimba, električne udaraljke